# Екатерининский греческий монастырь
Екатери́нинский гре́ческий монасты́рь — разрушенный православный монастырь, который находился на Контрактовой площади в Киеве, на правом берегу Днепра. В 1995—1996 годах была восстановлена колокольня, «имеющая исключительное значение как высотная доминанта Контрактовой площади».
Памятник архитектуры местного значения «Комплекс греческого Екатерининского монастыря» (охранный № 285) в соответствии с распоряжением Киевской городской государственной администрации от 26.04.1999 № 620.

## Основание

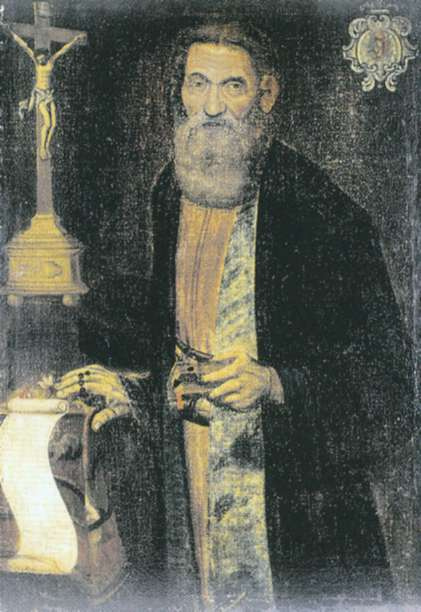
Портрет Ивана Петровича Гудимы. 1755 Сделал значительный взнос в сумме 300 рублей на сооружение греческой церкви св. Екатерины на Подоле (1739 г.)

Монастырская обитель была основана в 1730-х годах и подчинялась Чернецкой общине  Синайской горы. Но место на Контрактовой площади монастырь занял не сразу. В 1733 году киевские греки, при  посредничестве митрополита Рафаила Заборовского, обратились к Синоду с просьбой передать им здания Петропавловского монастыря, который тогда находился в запущенном состоянии (современная улица Притиско-Никольская). Они планировали превратить храм монастыря в греческую церковь, а рядом основать греческую школу. Однако киевский магистрат, недовольный льготами, которыми пользовались греческие купцы в Киеве, не разрешил начинать строительство на земле, к тому времени уже принадлежавшей городу.
В 1736 году в Киев прибыл игумен Евгений, уполномоченный синайского митрополита Кирилла. По его просьбе Синод издал указ от 16 сентября 1738 года года с разрешением устроить на Подоле греческую церковь с подчинением Киевской епархии. В том же 1738 году греческая община приобрела у одного из своих членов, купца Астаматиоса Николаевича Стимати, одну из его усадеб, расположенную неподалеку рыночной Контрактовой площади.  Вскоре, в 1739-1741 годах в усадьбе была построена каменная церковь св. Екатерины. Она была трехнефной, с одной апсидой, первоначально трехкупольная. При греческой общине было также организовано греческое братство и школа. 
В 1744 году Синайский епископ Никифор начал ходатайство о переименовании Екатерининской церкви в монастырь, подчиненный Синайской горе. Ходатайство было удовлетворено лишь в 1748 году. Служба велась на церковнославянском языке, а в воскресенье – на греческом. Настоятеля в монастырь направляли из Синая, монахи, преимущественно, были местными жителями. 
В 1757 году архитектором Иваном Григоровичем-Барским было сооружены деревянные на каменном фундаменте кельи, тогда же возвели и первую монастырскую колокольню. В 1786 году монастырь причислили ко 2-му классу, настоятель получил статус архимандрита. В 1787 году Екатерина II, наконец, передала в собственность обители усадьбу и храм упраздненного во время секуляризации Петропавловского монастыря с правом «не давая отчета в деньгах, остатки их от годового воздержания употреблять на милостивое подаяние православным монастырям в варварских местах (то есть Синайскому)». Старая же усадьба на Контрактовой площади осталась в собственности монастыря как приписная.
По описанию 1787 года в усадьбе монастыря на Контрактовой площади содержались: трехкупольная церковь св. Екатерины, гостеприимные кельи для знатных особ (деревянные на кирпичном фундаменте), кельи для монахов и игумена. Усадьба была обнесена деревянной оградой. По более поздним описаниям здесь появилась кирпичная трапезная.

## Жизнь обители в XIX веке
Пожар 1811 года уничтожил большинство зданий в обеих усадьбах монастыря, невредимой осталась только кирпичная Екатерининская церковь, которая имела железную дверь и оконные ставни. Комиссия по устройству Подола после пожара, в 1815 году, отдала часть монастырской земли (400 кв. саженей) частным лицам, за ее пределами оказались кирпичные погреба. Частично монастырская земля отошла под вновь спланированную Контрактовую площадь.
В 1832 году митрополит Евгений (Болховитинов) приказал составить план и фасад Екатерининского монастыря. Вероятно, выполняя это распоряжение, в 1833 году усадьбу греческого монастыря на площади осмотрел городской архитектор Л. Станзани, признавший колокольню и ограждение ветхими и не подлежащими восстановлению. Новую колокольню и ограду планировали построить на соседнем частном участке, часть которого хотели вернуть монастырю.
В 1834 году в соседней усадьбе купца Я. Гроздовского случился пожар, который перекинулся и на монастырские здания. Снова сгорели новые деревянные лавки, кельи. На самой церкви пострадала железная кровля. К концу 1834 года все необходимые ремонты завершили. По замыслу архимандрита, в монастыре следовало восстановить колокольню, жилые кельи для монахов, дом церковнослужителей, восстановить в кирпичном здании трапезную. Кроме того, саму церковь хотели расписать.
Чертежи новой колокольни, келий настоятеля и братии, хозяйственных сооружений и ограждения разработал архитектор Богданович, поскольку городской и губернский архитектор отказались заниматься этим делом. В январе 1836 года проекты с визой городского архитектора Л. Станзани были поданы на утверждение . Стоимость строительства по смете значительно превышала имеющийся у монастыря капитал в 5.610 рублей с процентами. Поэтому воплощение проекта затянулось. Кроме того, процесс согласования проектов также занял долгое время. До февраля 1839 года был построен только деревянный флигель для келий. Существующее кирпичное здание бывшей трапезной приспособили под ризницу.
12 мая 1839 года консистория утвердила проект колокольни без замечаний. Окончательно проект колокольни и келий был утвержден в Санкт-Петербурге Синодом лишь 25 января 1845 года. Для строительства организовали специальный Комитет, что тогда было традиционным способом ведения работ и контроля за ними. На плане 1847 года на участке под № 74 обозначено лишь церковь, погост церкви и дом архимандрита (бывшая трапезная), то есть лишь кирпичные постройки.
Учитывая недостаток средств митрополит Киевский и Галицкий Филарет разрешил сначала построить кельи, а потом – колокольню. Кельи были завершены осенью 1850 года.
Строительство колокольни по проекту, утверждённому Синодом, планировалось начать летом 1852 года. В некоторых публикациях о монастыре называлась дата завершения колокольни – 1857 или 1858 год. Исследовательница Н. Перунова, на основании архивных документов, уточнила в исторической справке датировку – 1852-1853 годы (с большой степенью вероятности). На плане застройки Подольской части города, состоявшей между 1853 и 1857 годами, обозначена церковь, объединенная с колокольней, кельи, дом настоятеля, бывшая трапезная и хозяйственная постройка возле ограждения. 
Описание греческого монастыря можно найти во многих изданиях о Киеве и путеводителях конца ХІХ – начала XX в. Интересно изображает его М. Захарченко: «В юго-восточном углу Александровской площади, при выходе на нее Братской и Ильинской улиц, помещается Киево-Греческий Екатерининский мужской монастырь. Храм этой обители каменный однокупольный, с каменною же небольшою двух-ярусною колокольнею… В церкви святой великомученицы Екатерины замечательные иконы:
1) Тихвинской Божьей Матери, принесенная в конце 16 столетия в Киев из Финляндии гусарским полковником Витковичем,
2) Довольно древний образ Чудотворца Николая.
Обе эти иконы покрыты серебряными ризами. Литургия обыкновенно здесь начинается в 7 ч. Утра. Храмовое празднество церкви совершается 24 ноября»

## Судьба монастыря в XX веке
Расцвет монастыря произошел в начале XX в., когда появились новые капитальные сооружения. В частности, в 1906 году построили 2-этажный дом с лавками (Контрактовая площадь, 2-а). Между 1893 и 1906 годом были устроены новые монастырские ворота. Основные изменения в застройке монастырского комплекса произошли в 1910-х годах. В 1911 году усадьба монастыря общей площадью 843.7 кв. саженей была разделена на две части. Одна часть была собственно Монастырской, а другая (241 кв. саженей) находилась в аренде торгового дома  «М. Вайнтроб и сын», она считалась сугубо светской. Это было сделано для более удобного ведения хозяйства и с перспективой нового строительства. В 1912-1913 годах на месте дома 1878 года (архитектор П. Спарро) по проектом Владимира Эйснера построили новый пятиэтажный доходный дом. На новое строительство в стиле неоампир сразу обратил внимание известный искусствовед Георгий Лукомский в фундаментальной статье «О новом и старом Киеве»: «…Из отстроенных уже, кроме банка и Педагогического музея, необходимо отметить… новый дом греческого монастыря на Подоле, спроектированный и строящийся архитектором В.В. Эйснером»
Рядом в 1914 году тот же В. Эйснер соорудил новую колокольню в виде двухэтажного дома с высокой стройной башней, ставшей самой заметной из вертикальных доминант Подола. Проектные чертежи колокольни не сохранились, хотя по архивным документам проект был представлен на утверждение. Настоятель монастыря архимандрит Амфилохий подал в строительного отделения Киевского губернского правления в мае 1913 года следующее заявление: «В виду необходимости перестройки колокольни при церкви вверенного моему управлению Синайского Греческого монастыря в Киеве (Александровская площадь № 2), представляя при сем проект предполагаемого сооружения, прошу Его Превосходительство г. Губернского инженера таковой утвердить». В популярном путеводителе 1917 года К. Шероцкий дал подробное описание старинной церкви:«Его узнаем по высокой с золотой главкой легкой бело-каменной колокольне и по прижавшейся за стеной небольшой церковке с единственным барочным куполом. Греки, строившие этот храм, не внесли в его устройство ничего своего (…) Монастырю этот малый, уединенный, двор его тесный; стены храма мощные, декорированные барочными украшениями; у дверей истертые надгробные плиты. В храме крестовые своды и старые образа Каплуновской Божьей матери (на право) и Рождества Христова (в красивой раме с клеймами)(…) Иконостас старый, подновленный; в нижнем ярусе виды Синайской горы – образец старого пейзажного искусства. Стены тоже покрыты видами святых мест (новыя). В монастырь раньше вела каменная ограда в стиле империи; высоких зданий, закрывающих ее, до последнего времени не было. Колокольня имела иной вид; на ней было только два этажа; нынешняя колокольня с домами построена в 1915 г. архитектором Эйсснером. Стиль ея обычны для Подола ампир; части ея не пропорциональны; верхний павильон слишком вытянут и легок; но общая линейность и четкость этого стиля удержана».
Церковь прекратили использовать по назначению с 1923 года. В 1928 году было принято решение закрыть ее окончательно. В протоколе комиссии по 11 февраля 1928 года отмечено: «ввиду того, что церковь Екатерины не используется для молитвенных собраний еще с 1923 г., никаких заявлений от религиозных общин на эту церковь в течение последних пяти лет не поступало, а церковь без ухода разрушается – признать нужным закрыть эту церковь как молитвенный дом и вместе с колокольней передать в распоряжение Комхоза». С начала 1920-х годов здания бывшего монастыря принадлежали Жилкоопу (жилищному кооперативу). В бывшем же доходном доме проводились торговые ярмарки. В тогдашней печати есть соответствующие сообщения: "Контрактовая ярмарка ... главной ярмарочной домом будет дом бывшего греческого монастыря, который построен по последнему слову техники из железобетона и заново отремонтирован. Дом имеет пять этажей, четыре подъемные машины, две для грузов и две для пассажиров...».
С 1949 года на территории функционировал Киевский экспериментальный завод пищевых машин, для которого на месте разобранных хозяйственных построек монастыря построили в 1960-1970-х годах три производственных корпуса. Корпус № 5 возвели в 1970-х годах на месте разобранной церкви св. Екатерины. Корпус № 4, прилегавший к дому 1906 года строительства (корпус завода №1) изменил аутентичный план дома (пристройку осуществили ориентировочно в 1964 году). 
В 1995-1996 годах по проекту архитекторов института «Укрпроектреставрация» Ю.Дмитревича и М. Стеценко башня бывшей колокольни была восстановлена как декоративное сооружение. После восстановления здание высотой 46 м вернуло себе значение высотной доминанты Контрактовой площади и всего Подола. Тогда же был отреставрирован доходный дом монастыря.

## Галерея

Исторические и современные изображения монастыря
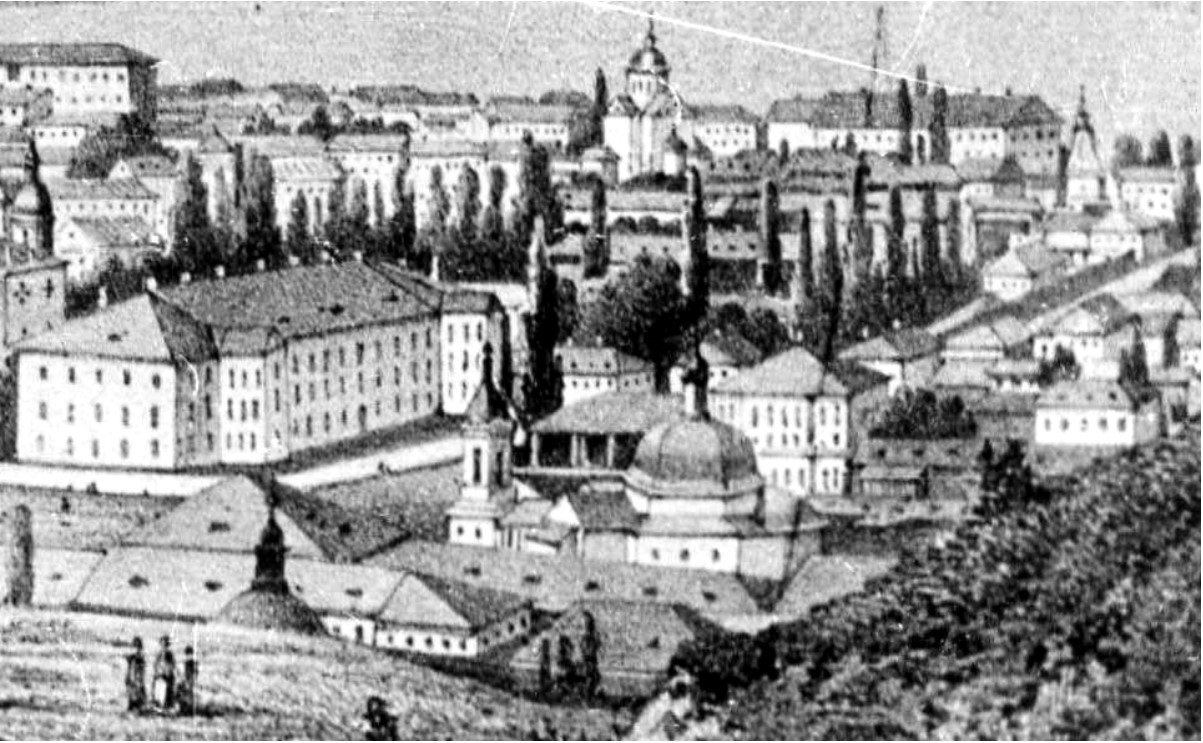
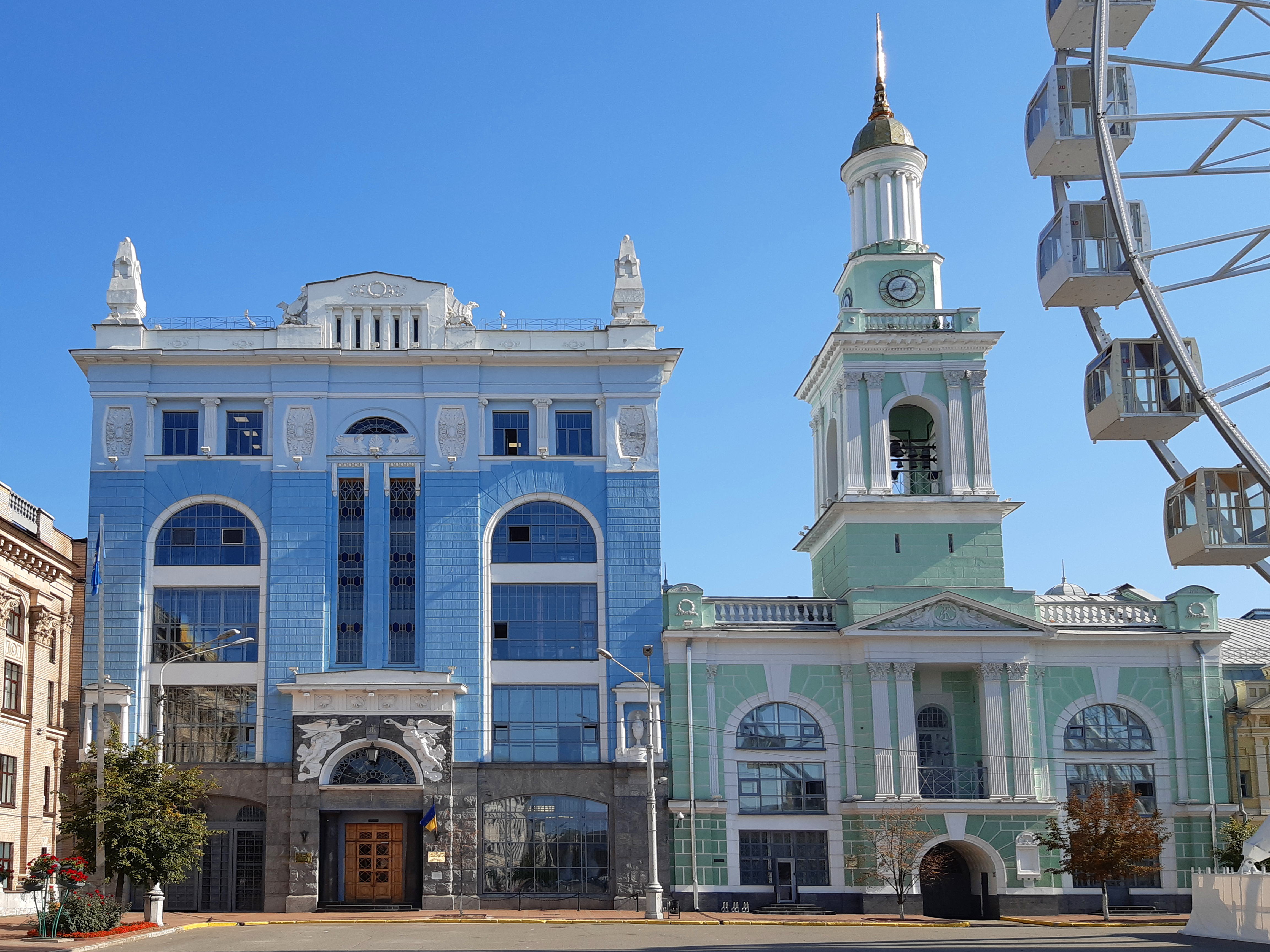
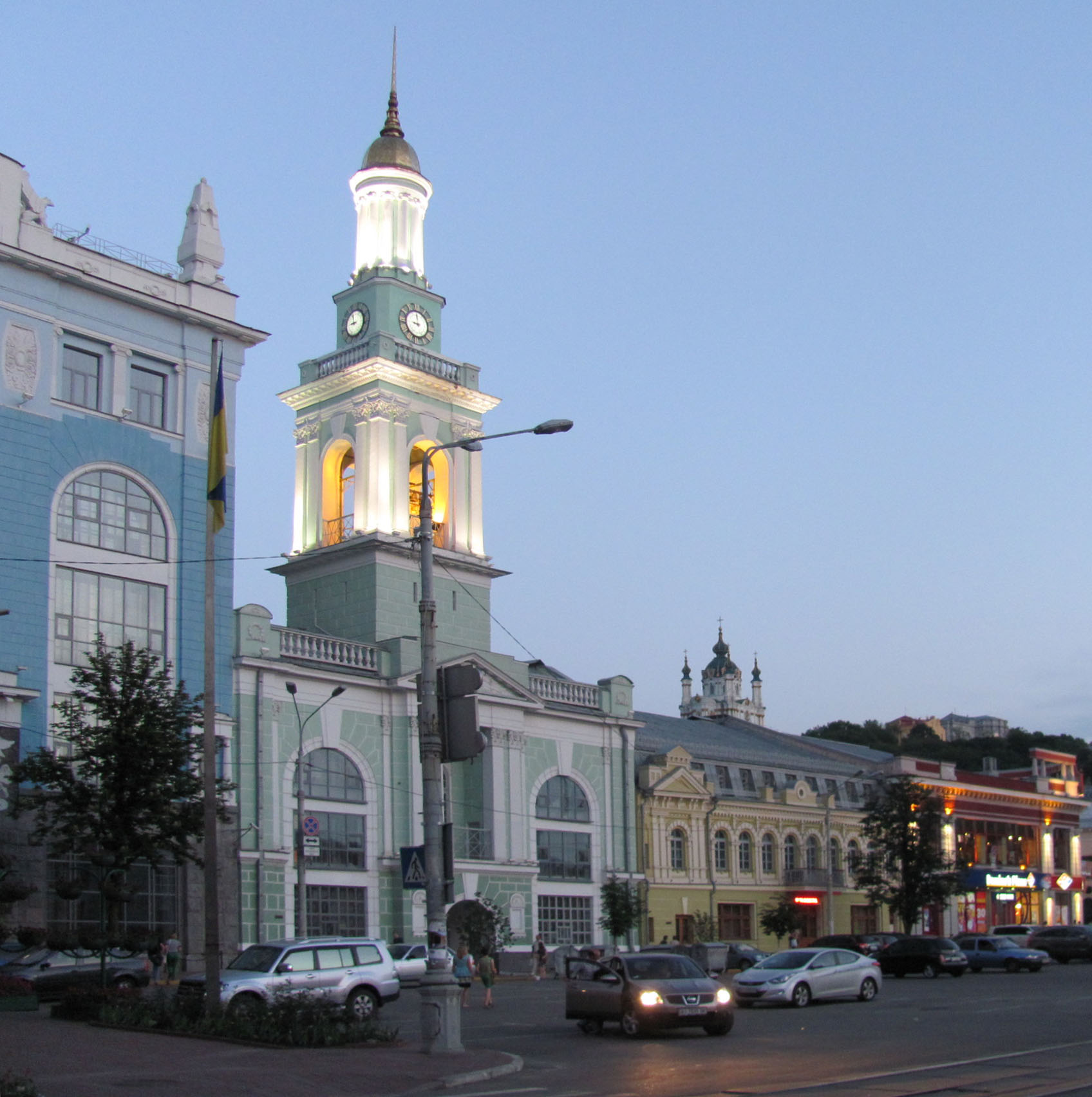